# Augusto di Schleswig-Holstein-Sonderburg-Plön-Norburg
Duca Augusto di Schleswig-Holstein-Sonderburg-Plön-Norburg (9 maggio 1635 – Plön, 17 settembre 1699) fu duca di una piccola parte dello Schleswig-Holstein intorno al Castello di Nordborg sull'isola di Als. Fu il fondatore della linea di Schleswig-Holstein-Sonderburg-Plön-Norburg.

## Vita
Augusto era il secondo dei figli maschi di Gioacchino Ernesto e Dorotea Augusta di Holstein-Gottorp. Sebbene la sua linea era un ramo cadetto, suo figlio Gioacchino Federico avrebbe in seguito ereditato il Ducato di Schleswig-Holstein-Sonderburg-Plön. Dal 1645 al 1650, Augusto e suo fratello Giovanni Adolfo che era maggiore di un anno, fecero il Grand Tour dei paesi europei, visitando, inter alia, Inghilterra e Francia.
Augusto diventò un ufficiale dell'esercito del Brandeburgo-Prussia e fu promosso a Generale di Fanteria il 20 agosto 1664. Nello stesso periodo, fu nominato governatore di Magdeburgo. Il 21 dicembre 1674, fu nominato governatore di Minden, come ricompensa per il suo coraggio nella guerra contro l'impero ottomano. Il 7 luglio 1676, ricevette l'isola di Usedom come ricompensa per i suoi servizi nella guerra di Scania. Tuttavia, il Trattato di Saint-Germain-en-Laye del 1679 assegnò Usedom alla Svezia. Quando l'Elettore Federico Guglielmo morì nel 1688, si ritirò dall'esercito brandeburghese e si stabilì nel Castello di Nordborg.
Il 29 maggio 1676 fu insignito dell'Ordine dell'Elefante a Copenaghen.

## Matrimonio e figli
Sposò Elisabetta Carlotta di Anhalt-Harzgerode (11 febbraio 1647 - 20 gennaio 1723), figlia del Principe Federico di Anhalt-Bernburg-Harzgerode e della sua prima moglie, Giovanna Elisabetta di Nassau-Hadamar. Elisabetta Carlotta era dal 1665 vedova del Principe Guglielmo Luigi di Anhalt-Köthen. Ebbero i seguenti figli:
- Gioacchino Federico (1668-1722), sposò:
  1. Maddalena Giuliana di Zweibrücken-Birkenfeld
  2. Giuliana Luisa della Frisia orientale (1698-1721)
- Elisabetta Augusta (1669-1709), suora nell'Abbazia di Herford
- Sofia Carlotta (1672-1720)
- Cristiano Carlo (1674 - 1706), sposò:
  1. Dorothea Christina von Aichelberg (1674-1762), dal 1702 Baronessa di Karlstein, dal 1722 Principessa di Danimarca
- Giovanna Dorotea (December 24, 1676; † November 29, 1727), sposò:
  1. Principe Guglielmo II di Nassau-Dillenburg (1670-1724)

## Ascendenza
|                                                               |                                                 |                                        | Genitori                                    |  |  | Nonni |  |  | Bisnonni                          |  |  | Trisnonni                       |  |
|                                                               |                                                 |                                        |                                             |  |  |       |  |  | 8. Christian III, re di Danimarca |  |  | 16. Frederik I, re di Danimarca |  |
|                                                               |                                                 |                                        |                                             |  |  |       |  |  | 8. Christian III, re di Danimarca |  |  | 16. Frederik I, re di Danimarca |  |
|                                                               |                                                 | 17. Anna von Brandenburg               |                                             |  |  |       |  |  | 8. Christian III, re di Danimarca |  |  |                                 |  |
| 4. Johann, duca di Schleswig-Holstein-Sonderburg              |                                                 |                                        |                                             |  |  |       |  |  | 8. Christian III, re di Danimarca |  |  |                                 |  |
|                                                               |                                                 | 9. Dorothea von Sachsen-Lauenburg      | 18. Magnus I, duca di Sassonia-Lauenburg    |  |  |       |  |  |                                   |  |  |                                 |  |
|                                                               |                                                 | 9. Dorothea von Sachsen-Lauenburg      | 18. Magnus I, duca di Sassonia-Lauenburg    |  |  |       |  |  |                                   |  |  |                                 |  |
|                                                               |                                                 | 9. Dorothea von Sachsen-Lauenburg      | 19. Katharina von Braunschweig-Wolfenbüttel |  |  |       |  |  |                                   |  |  |                                 |  |
| 2. Joachim Ernst, duca di Schleswig-Holstein-Sonderburg-Plön  |                                                 | 9. Dorothea von Sachsen-Lauenburg      |                                             |  |  |       |  |  |                                   |  |  |                                 |  |
|                                                               |                                                 | 10. Joachim Ernst, principe di Anhalt  | 20. Johann IV, principe di Anhalt-Zerbst    |  |  |       |  |  |                                   |  |  |                                 |  |
|                                                               |                                                 | 10. Joachim Ernst, principe di Anhalt  | 20. Johann IV, principe di Anhalt-Zerbst    |  |  |       |  |  |                                   |  |  |                                 |  |
|                                                               |                                                 | 10. Joachim Ernst, principe di Anhalt  | 21. Margareta von Brandenburg               |  |  |       |  |  |                                   |  |  |                                 |  |
| 5. Agnes Hedwig von Anhalt                                    |                                                 | 10. Joachim Ernst, principe di Anhalt  |                                             |  |  |       |  |  |                                   |  |  |                                 |  |
|                                                               |                                                 | 11. Eleonore von Württemberg           | 22. Christoph, duca del Württemberg         |  |  |       |  |  |                                   |  |  |                                 |  |
|                                                               |                                                 | 11. Eleonore von Württemberg           | 22. Christoph, duca del Württemberg         |  |  |       |  |  |                                   |  |  |                                 |  |
|                                                               |                                                 | 11. Eleonore von Württemberg           | 23. Anna Maria von Brandenburg-Ansbach      |  |  |       |  |  |                                   |  |  |                                 |  |
| 1. August, duca di Schleswig-Holstein-Sonderburg-Norburg-Plön |                                                 | 11. Eleonore von Württemberg           |                                             |  |  |       |  |  |                                   |  |  |                                 |  |
|                                                               | 12. Adolf I, duca di Schleswig-Holstein-Gottorp | 24. Frederik I, re di Danimarca (= 16) |                                             |  |  |       |  |  |                                   |  |  |                                 |  |
|                                                               | 12. Adolf I, duca di Schleswig-Holstein-Gottorp | 24. Frederik I, re di Danimarca (= 16) |                                             |  |  |       |  |  |                                   |  |  |                                 |  |
|                                                               | 12. Adolf I, duca di Schleswig-Holstein-Gottorp | 25. Zofia Pomorska                     |                                             |  |  |       |  |  |                                   |  |  |                                 |  |
| 6. Johann Adolf, duca di Schleswig-Holstein-Gottorp           | 12. Adolf I, duca di Schleswig-Holstein-Gottorp |                                        |                                             |  |  |       |  |  |                                   |  |  |                                 |  |
|                                                               |                                                 | 13. Christine von Hessen               | 26. Philipp I, langravio d'Assia            |  |  |       |  |  |                                   |  |  |                                 |  |
|                                                               |                                                 | 13. Christine von Hessen               | 26. Philipp I, langravio d'Assia            |  |  |       |  |  |                                   |  |  |                                 |  |
|                                                               |                                                 | 13. Christine von Hessen               | 27. Christina von Sachsen                   |  |  |       |  |  |                                   |  |  |                                 |  |
| 3. Dorothea Auguste von Schleswig-Holstein-Gottorf            |                                                 | 13. Christine von Hessen               |                                             |  |  |       |  |  |                                   |  |  |                                 |  |
|                                                               |                                                 | 14. Frederik II, re di Danimarca       | 28. Christian III, re di Danimarca (= 8)    |  |  |       |  |  |                                   |  |  |                                 |  |
|                                                               |                                                 | 14. Frederik II, re di Danimarca       | 28. Christian III, re di Danimarca (= 8)    |  |  |       |  |  |                                   |  |  |                                 |  |
|                                                               |                                                 | 14. Frederik II, re di Danimarca       | 29. Dorothea von Sachsen-Lauenburg (= 9)    |  |  |       |  |  |                                   |  |  |                                 |  |
| 7. Augusta af Danmark                                         |                                                 | 14. Frederik II, re di Danimarca       |                                             |  |  |       |  |  |                                   |  |  |                                 |  |
|                                                               |                                                 | 15. Sophie von Mecklenburg-Güstrow     | 30. Ulrich III, duca di Meclemburgo-Güstrow |  |  |       |  |  |                                   |  |  |                                 |  |
|                                                               |                                                 | 15. Sophie von Mecklenburg-Güstrow     | 30. Ulrich III, duca di Meclemburgo-Güstrow |  |  |       |  |  |                                   |  |  |                                 |  |
|                                                               |                                                 | 15. Sophie von Mecklenburg-Güstrow     | 31. Elisabeth af Danmark                    |  |  |       |  |  |                                   |  |  |                                 |  |
|                                                               |                                                 | 15. Sophie von Mecklenburg-Güstrow     |                                             |  |  |       |  |  |                                   |  |  |                                 |  |